# Hinrich Bischoff
Hinrich Bischoff (* 19. März 1936 in Erfurt; † 11. November 2005 in einer Klinik auf der Bühlerhöhe im Schwarzwald) war ein deutscher Unternehmer und Eigentümer der Fluggesellschaft Germania.

## Leben
Hinrich Bischoff absolvierte zunächst eine Lehre als Groß- und Außenhandelskaufmann und holte sein Abitur am Abendgymnasium nach. Er studierte danach Jura und promovierte in diesem Bereich. Seine erste Anstellung fand er nach diesem Abschluss als Vorstandsassistent bei der Großwerft AG Weser in Bremen. 1972 war er der erste Geschäftsführer der neu gegründeten Charterfluglinie Hapag-Lloyd. Er war parallel dazu in den Jahren 1970 bis 1990 auch als Rechtsanwalt und Kunstsachverständiger tätig. 1978 kaufte Bischoff eigene Flugzeuge und stieg ins Leasinggeschäft ein, das 2005 rund 40 seiner Flugzeuge umfasste.
Hinrich Bischoff gründete 1986 die Germania Fluggesellschaft aus der aufgekauften SAT Fluggesellschaft und startete eine Fluglinie mit drei Flugzeugen. 2005 bestand diese Gesellschaft aus 577 Mitarbeitern mit 44 Flugzeugen. Germania stellte ihre eigenen Flugzeuge, je nach Bedarf, anderen Fluglinien im Wet-Lease (Flugzeugvermietung mit Personal der Germania) oder Dry-Lease (nur Flugzeugvermietung, ohne Personal) zur Verfügung, unter anderem Air Berlin, dba, Hapag-Lloyd Express sowie der amerikanischen Delta Air Lines. Die Germania sollte nach dem Willen Bischoffs nach seinem Ableben von Joachim Hunold in die Air Berlin eingegliedert werden, die Erben entschieden jedoch für die weitergehende Eigenständigkeit des Unternehmens.
Bischoff war seit 1964 Mitglied der SPD. Diese Mitgliedschaft wurde teilweise mit Verwunderung zur Kenntnis genommen, weil Bischoff bei Germania, und später beim Kauf von 64 % der Anteile der dba, in seiner Rolle als Unternehmer deutlich nicht die gewerkschaftlich-sozialen Ziele in Bezug auf die Personalentlohnung realisierte. Das Vermögen Bischoffs, der sich auch als Kunstsammler und Mäzen einen Namen gemacht hatte, wurde im Jahre seines Todes auf 400 Millionen bis 500 Millionen Euro geschätzt.

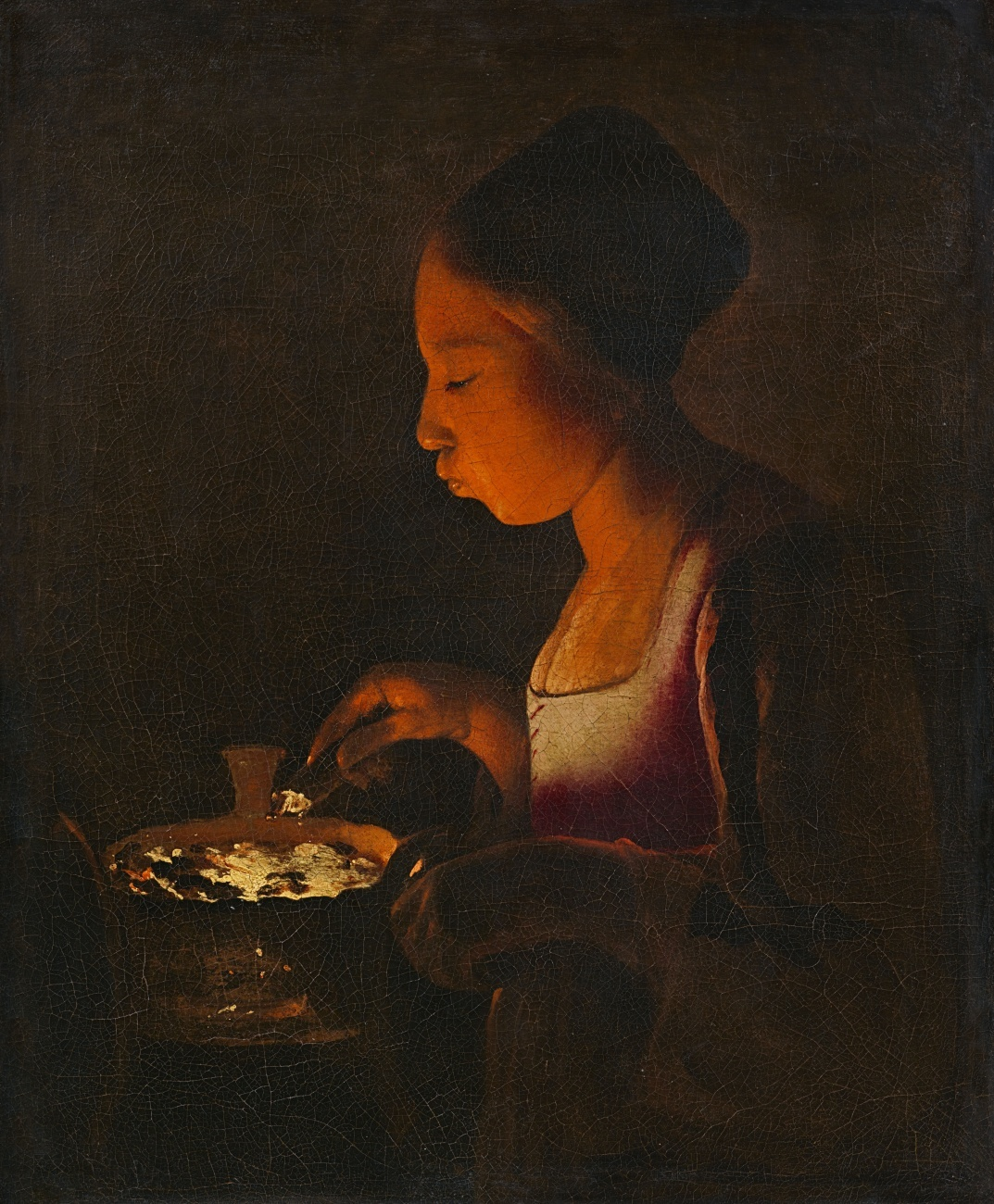
Georges de La Tour: Mädchen, in ein Kohlebecken blasend aus der Sammlung Bischoff

Der am  11. November 2005 im Alter von 69 Jahren an Krebs verstorbene Bischoff war verheiratet und hinterließ zwei erwachsene Kinder aus dieser Ehe sowie zwei weitere außereheliche Töchter. Am 8. Dezember wurden Teil der Sammlung unter dem Titel „Meisterwerke der Sammlung Bischoff“ bei dem Auktionshaus Lempertz in Köln versteigert, darunter vor allem das Gemälde Mädchen, in ein Kohlebecken blasend von Georges de La Tour, das für einen Preis von 4.340.000 Euro verkauft wurde. Damit gelang dem Auktionshaus der im Vorfeld angestrebte „Altmeisterrekord“ und es wurde das teuerste Altmeister-Gemälde, das in Deutschland jemals versteigert wurde. Weitere Gemälde der Sammlung, die auf dieser Auktion verkauft wurden, waren unter anderem eine Betende Maria von Quentin Massys, ein Stillleben mit einem Weinglas à la façon de Venise sowie einem Zinnteller mit kandierten Früchten von Ossias Beert, Der Geldverleiher von Marinus van Reymerswaele oder auch Mädchenkopf im Kissen von Lovis Corinth.

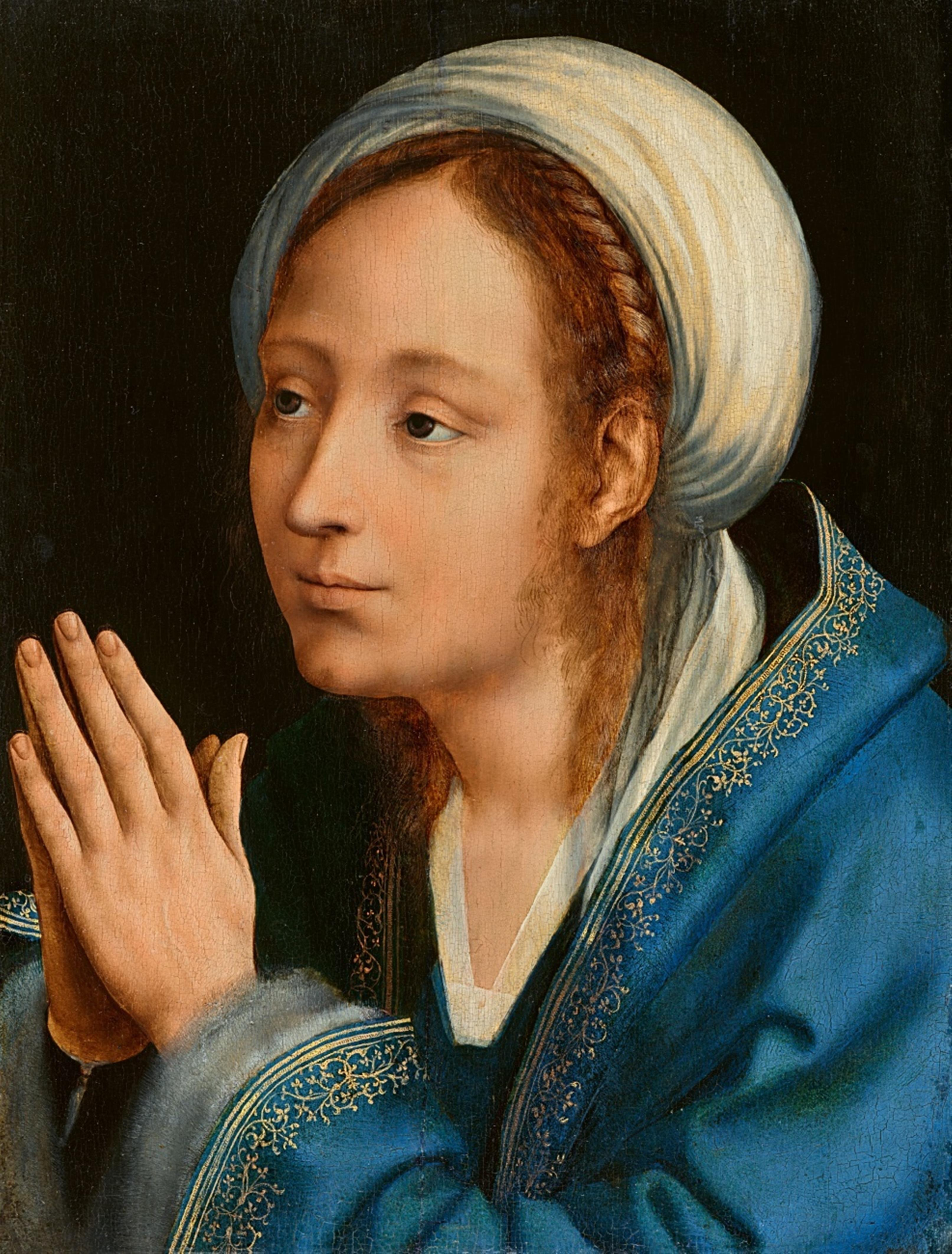
Quentin Massys: Betende Maria, um 1520
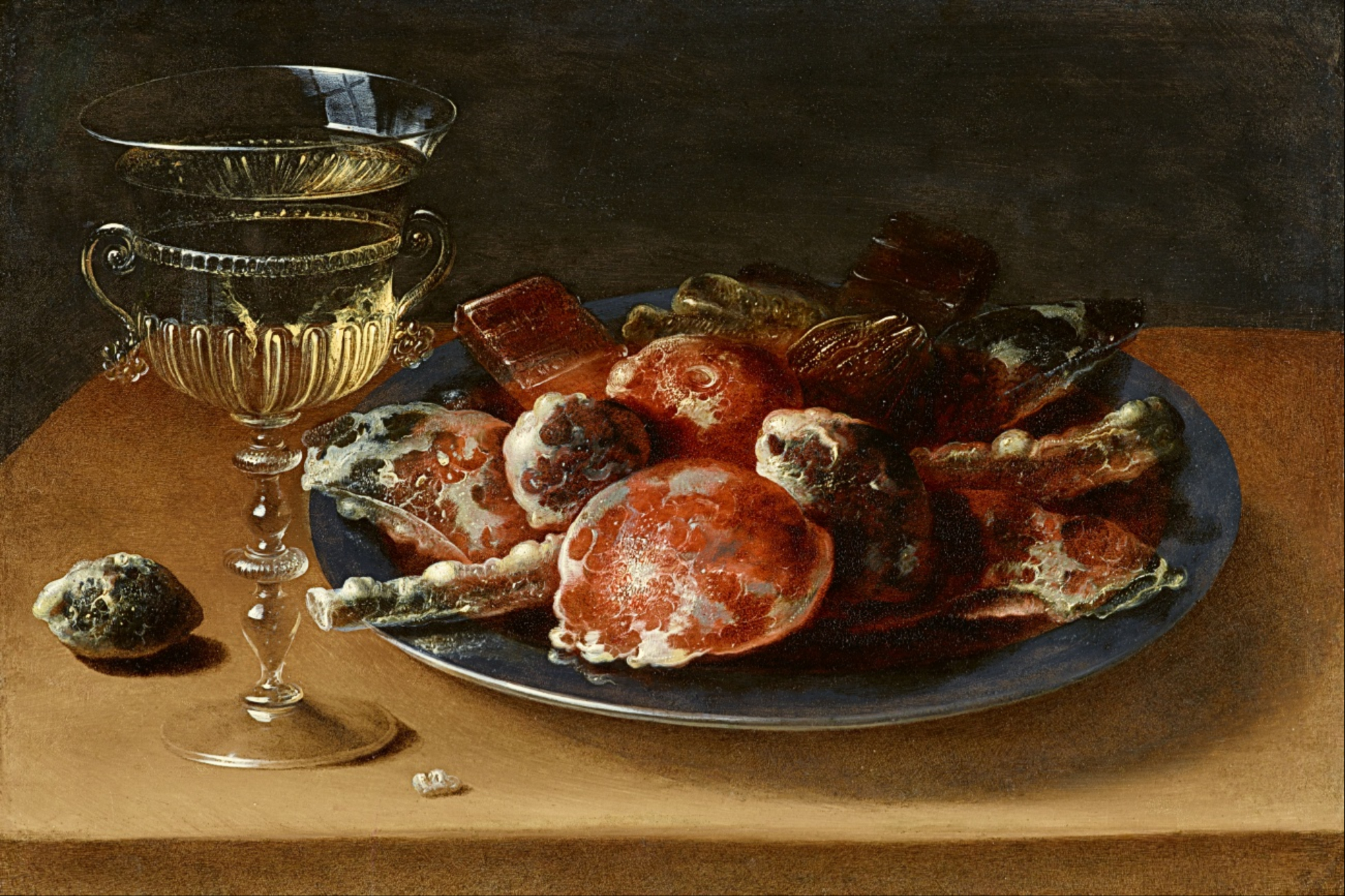
Ossias Beert: Stillleben mit einem Weinglas à la façon de Venise sowie einem Zinnteller mit kandierten Früchten
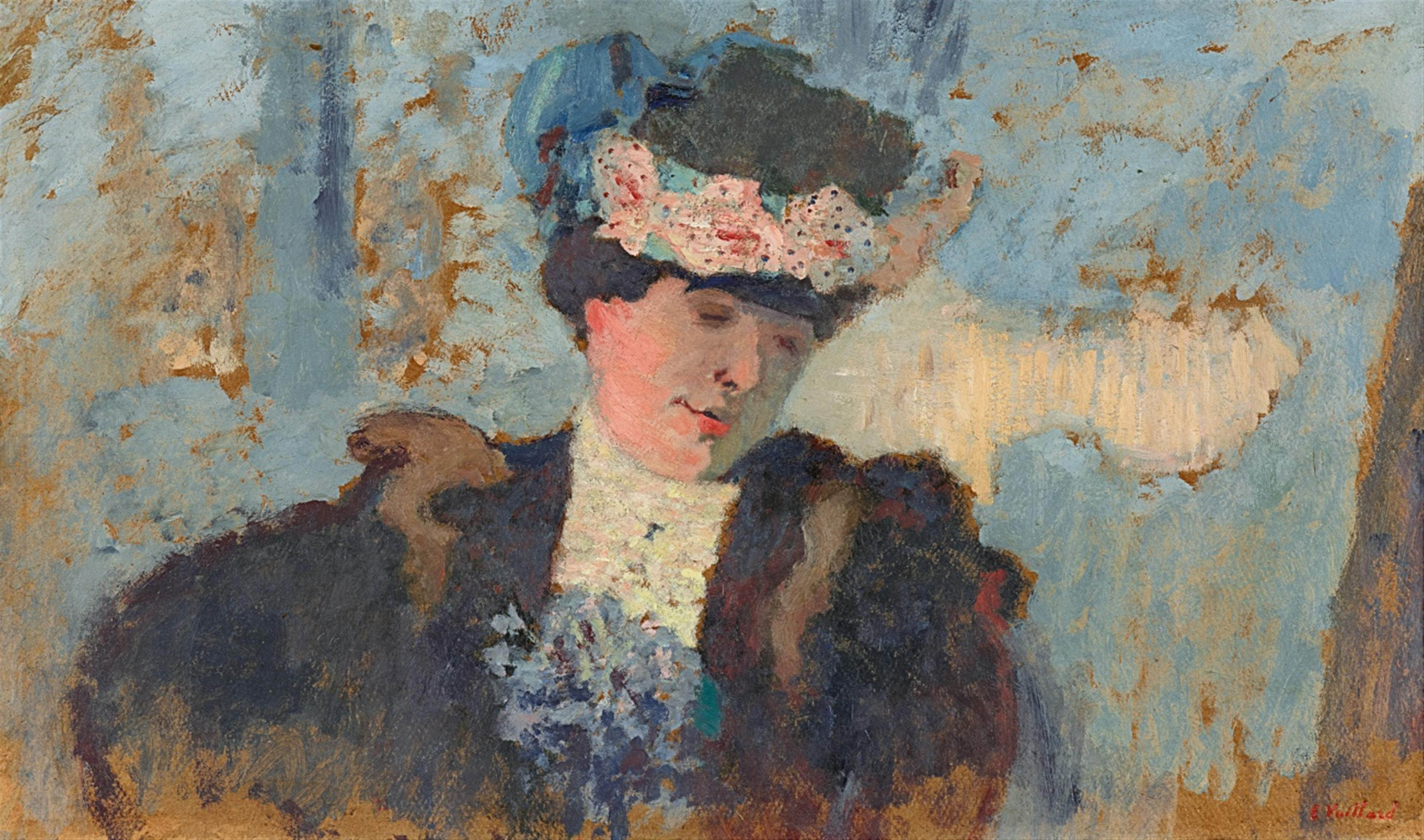
Édouard Vuillard: Madame Hessel au chapeau garni de roses
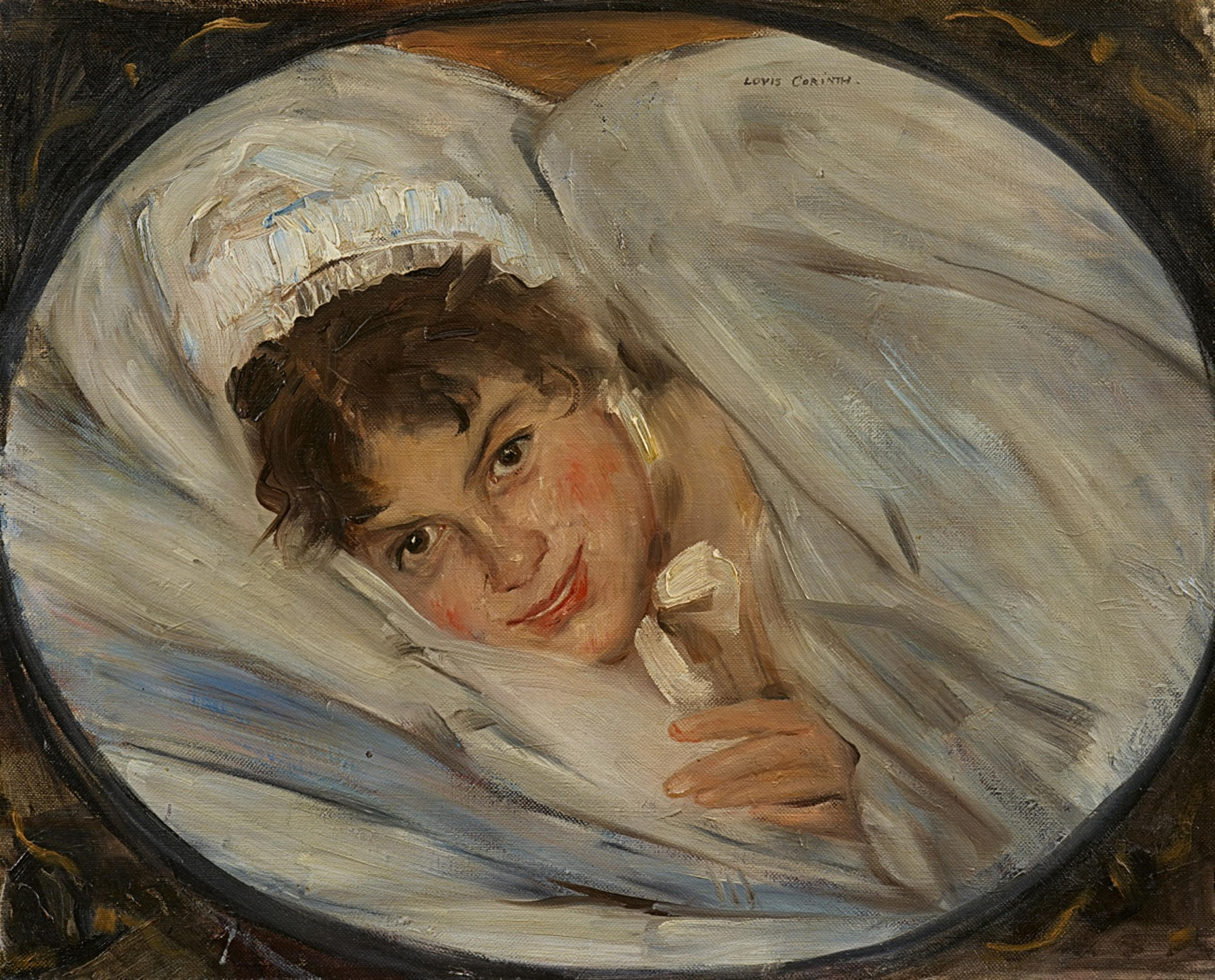
Lovis Corinth: Mädchenkopf im Kissen, 1898